# Parafia św. Andrzeja Apostoła w Nekli
Parafia św. Andrzeja Apostoła w Nekli – jedna z 10 parafii leżących w granicach dekanatu wrzesińskiego I. Erygowana w XIV wieku. Kościół parafialny wybudowany w 1900 roku w stylu neoromańskim.

## Dokumenty
Księgi metrykalne: 
- ochrzczonych od 1945 roku
- małżeństw od 1945 roku
- zmarłych od 1945 roku